# Pedra Branca (Ceará)
Pedra Branca é um município brasileiro do estado do Ceará. Situa-se na microrregião do Sertão de Senador Pompeu, mesorregião dos Sertões Cearenses. Ocupa uma área de 1.302,081 km² e sua população, conforme o Censo 2022, é de 40.186 habitantes.

## História

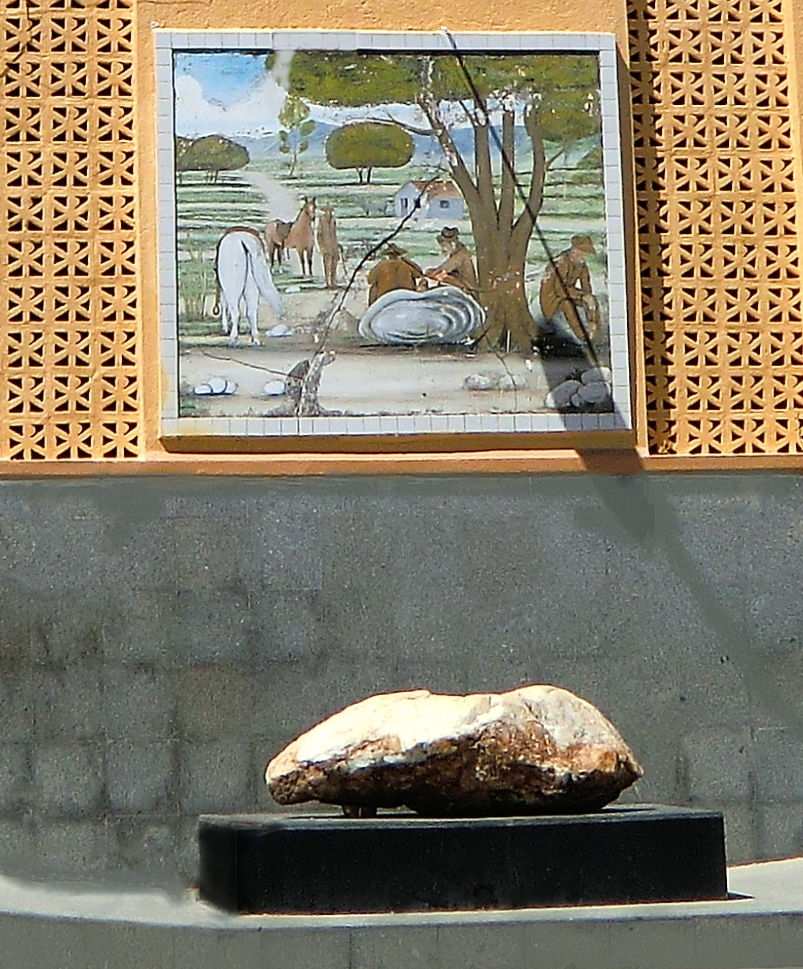
Pedra Branca, que deu nome à cidade

No local conhecido por Tabuleiro da Peruca - havia uma pedra que chamava a atenção pela sua tonalidade clara, forma e dimensões peculiares. Na primeira metade do século XIX - vaqueiros e viajantes das redondezas - passaram a toma-la como ponto de referência para seus encontros previamente combinados, ou não. Estes encontros em época remota, reunindo grupos relativamente pequenos, explicam a origem do nome do município de Pedra Branca.
Na região situada em torno do marco - representado pela pedra alva - foi fundado um povoado que rapidamente evoluiu em termos populacionais a partir da construção da capela de São Sebastião. No dia 20 de outubro de 1854 - como decorrência da Lei de Nº 883 - o povoado que já se mostrava devoto ao mesmo padroeiro do Rio de Janeiro, foi elevado à condição de distrito do município de Mombaça.
No dia 9 de agosto de 1871 a Lei de Nº 1.407, define a criação de novo município com sede no território onde estava situado o povoado de Pedra Branca que a partir daquela data passa a ser qualificado como vila.
Em 1931, entretanto, o Decreto Nº 193, de 20 de maio, declara extinto o município de Pedra Branca que por meio de um segundo decreto passa a figurar como distrito de Senador Pompeu.
A divergência envolvendo o território pedrabranquense é finalmente dirimida no dia 3 de maio de 1935 (por meio do Decreto de Nº 1540) que restaura, em definitivo, a autonomia política-administrativa de Pedra Branca. A emancipação municipal pedrabranquense é celebrada com base em 9 de agosto de 1871. Portanto, Pedra Branca este ano, completará 149 anos de emancipada. A paróquia local, cujo padroeiro é São Sebastião, foi criada no dia 23 de agosto de 1873, sendo nomeado seu primeiro vigário o Padre João do Nascimento e Sá.

## Geografia

### Relevo e solo
Possui um relevo bastante acidentado em praticamente todo o seu território.

### Hidrografia e recursos hídricos

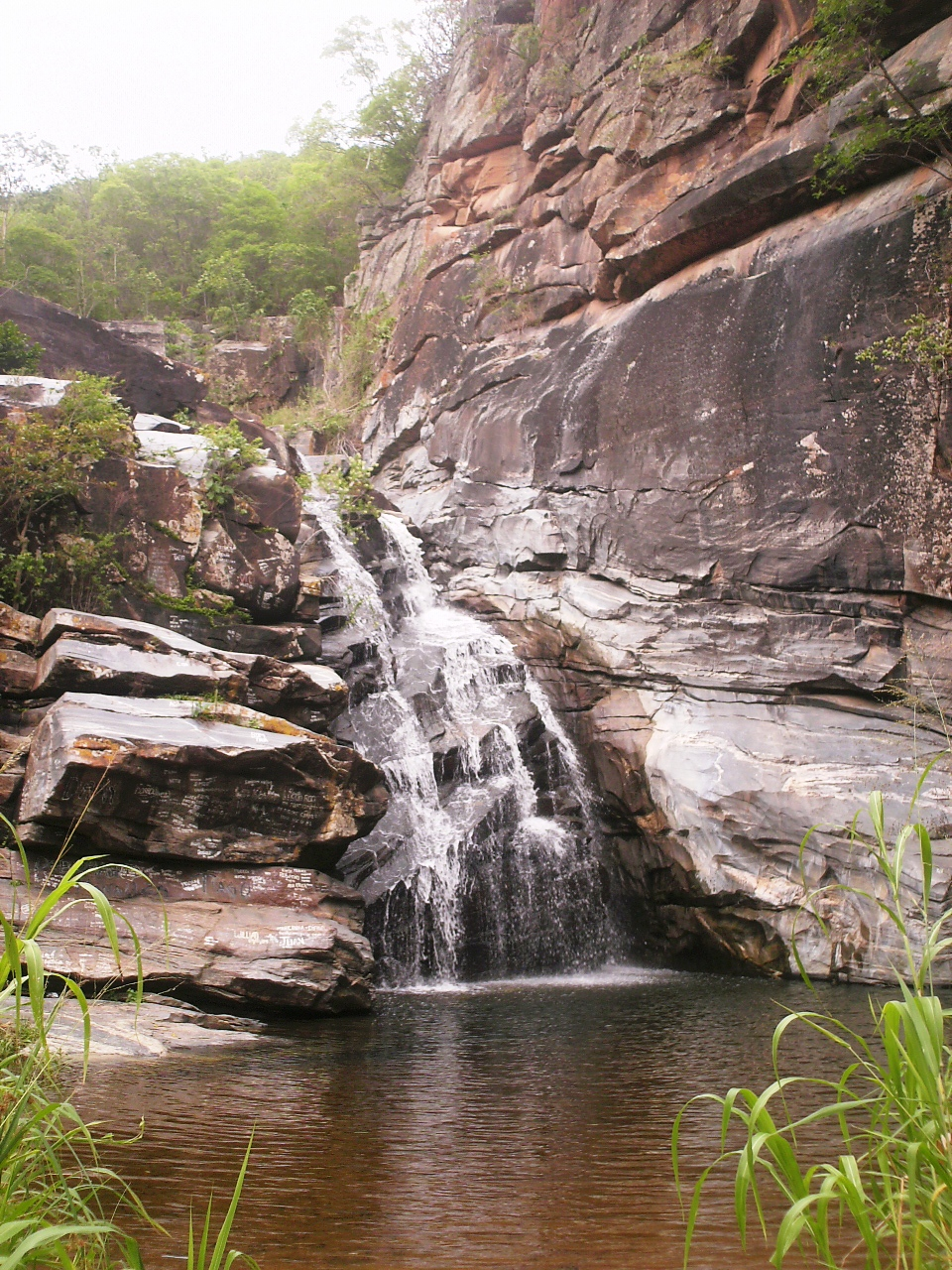
Cachoeira do Inferno, um dos pontos turísticos que se localiza a cerca de cinco quilômetros da sede do município.

O município está totalmente inserido na sub-bacia hidrográfica do Rio Banabuiú, que também nasce na divisa de Pedra Branca com Boa Viagem.

### Clima
O clima é tropical semi-árido com chuvas concentradas de fevereiro a abril. A média pluviométrica histórica do município é de 853,4 mm/ano.

### Vegetação
Floresta caducifólia espinhosa (Caatinga arbórea) na maior parte do território e floresta subcaducifólia topical pluvial (mata seca) nas regiões mais elevadas do centro do território municipal.

## Geologia

### Recursos minerais

#### Ouro
As mineralizações de ouro dessa região ocorrem associadas às zonas de cisalhamento que cortam uma sequência de rochas metassedimentares e vulcânicas de idade paleoproterozoica, correspondentes ao cinturão de rochas verdes Complexo Tróia. Ocorrem em veios de quartzo nas localidades de Mirador; e associado a anfibolitos nas localidades de Coelho Central, Queimadas e Igrejinha.
Em 2020, a concessão para exploração do ouro de Pedra Branca, que pertencia à empresa Jaguar Mining, foi vendida à Jiulian Resources por 1 milhão de dólares. Ambas as empresas são canadenses e operam largamente no território brasileiro.

#### Cromo
Os cromititos estão localizadas a sudoeste da cidade. Estão hospedados em lentes de dunito-peridotitos que ocorrem no Complexo Tróia. Este minério aflora na forma de blocos dispersos com até 60 cm de diâmetro. Possuem teores médios de platina e paládio, além de inclusões de calcopirita, bornita e pentlandita.

## Infraestrutura

### Distritos
O município possui 4 distritos (além do distrito-sede), sendo eles:
- Mineirolândia
- Santa Cruz do Banabuiú (também conhecido por "Cruzeta")
- Capitão Mor
- Tróia

### Educação
O município conta com 39 unidades de ensino na rede pública municipal, dos quais seis Centro de Educação Infantil.

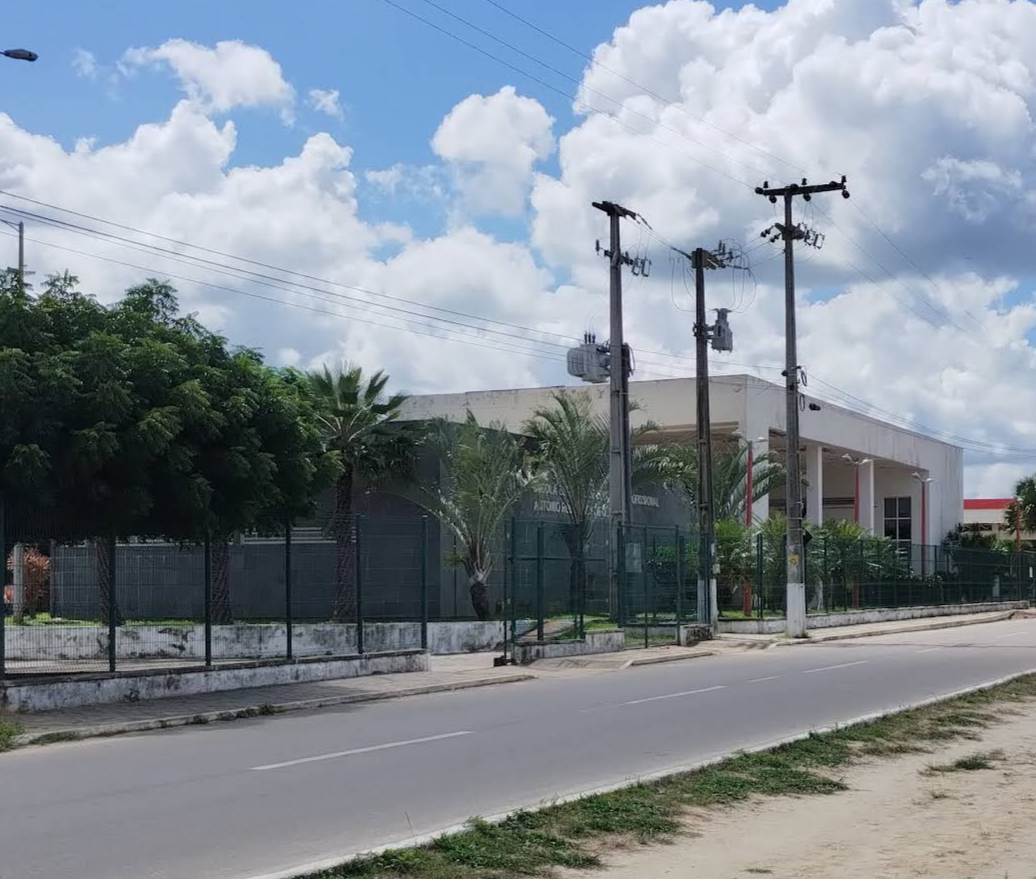
EEEP Antônio Rodrigues de Oliveira, localizada em Pedra Branca - CE

A rede estadual possui 3 unidades no município, sendo uma de Educação Profissional, EEEP Antônio Rodrigues de Oliveira, a qual se destaca pelo bom desempenho de alunos em olimpíadas estaduais, nacionais e internacionais.

## Demografia
Dados do Censo de 2010
População total: 41 890
- Urbana: 24 510
- Rural: 17 380
- Homens: 20 697
- Mulheres: 21 193
- Densidade demográfica (hab./km²): 32,14
- Mortalidade infantil até 1 ano (por mil): 15,65
- Expectativa de vida (anos): 93,32
- Taxa de fecundidade (filhos por mulher): 2,17
- Taxa de analfabetismo: 33,3
- Índice de Desenvolvimento Humano: 0,603

## Economia
O município de Pedra Branca tem a maior parte da sua economia centrada no setor de serviços. Embora a taxa de urbanização seja de apenas 42,58% (ano de 2000), o setor primário responde apenas por 15,84 % da economia local (2005). As constantes secas e a falta de infraestrutura massiva de irrigação são as causas dessa defasagem econômica. As indústrias respondem por 12,71% e serviços por 71,45% do pib municipal (2005).

## Administração
- Prefeito: Matheus Pereira Mendes (2021/2024)
- Vice-prefeito: Francisco David Alves de Melo
- Presidente da câmara: Juscelino Calíope De Arimateia
- Vice-Presidente da câmara: Juarez Abrantes De Melo
- 1ª Secretária da câmara: Ana Roberta Ancelmo De Souza Gomes 1ª Secretária
- 2º Secretário da câmara: Raimundo Pereira Barbosa

## Lista de Intendentes, Interventores e Prefeitos
1. Capitão Sabino Thomaz de Aquino (1890-1891)
2. Capitão Leonardo Mota (1892)
3. Tenente Augusto Vieira (1893-1914)
4. Alexandre Barreto (1915-1916)
5. Padre João Epifanio (1927)
6. Antonio Augusto Vieira (1928)
7. Sabino Vieira Cavalcante (1929-1930)
8. Antonio Augusto Vieira (1933-1935)
9. Sabino Vieira Cavalcante (1936-1939)
10. João Lins de Souza (1939-1943)
11. Luiz Loubel Lôbo (Interventor, 1944)
12. Quintino Brasil (Interventor, 1945)
13. José Vieira Cavalcante (1946-1947)
14. João Lins de Souza (1948-1951)
15. Sabino Vieira Cavalcante (1952-1955)
16. José Júlio Lins Cavalcante (1955-1958)
17. José Vieira Cavalcante (1959)
18. Sabino Vieira Cavalcante (1959-1963)
19. Armando Lins de Souza (1963-1965)
20. José Mineiro (1965-1967)
21. Benício Vieira Cavalcante Neto (1967-1971)
22. José Mineiro (1972)
23. Maria Eneida Vieira Cavalcante (1973-1977)
24. Aroldo Barreto Cavalcante (1977-1982)
25. Antonio Rodrigues de Oliveira (1982-1986)
26. José Mineiro (1987-1988)
27. Francisco Ernesto Lins Cavalcante (1989-1992)
28. Antonio Rodrigues de Oliveira (1993-1995)
29. Antônio Monteiro de Mesquita (1996)
30. Francisco Ernesto Lins Cavalcante (1997-2000)
31. Francisco Ernesto Lins Cavalcante (2001-2004)
32. Antônio Góis Monteiro Mendes (2005-2008)
33. Antônio Góis Monteiro Mendes (2009-2012)
34. Pedro Vieira Filho (2013-2016)
35. Antônio Góis Monteiro Mendes (2017-2018)
36. José Gilberto Júnior (2019-2020)
37. Francisco Severo Carnaúba (Prefeito Interino) (2021)
38. Matheus Pereira Mendes (2021-2024)